# مکعب‌هشت‌وجهی بریده‌شده

مکعب‌هشت‌وجهی بریده‌شده

در هندسه، مکعب‌هشت‌وجهی بریده‌شده (Truncated cuboctahedron) یک جسم ارشمیدسی است که توسط کپلر به عنوان یک بریده از مکعب‌هشت‌وجهی (به انگلیسی:cuboctahedron) نامگذاری شده‌است. دارای ۱۲ وجه مربع، ۸ وجه شش ضلعی منظم، ۶ وجه هشت ضلعی منظم، ۴۸  رأس و ۷۲ یال است. از آنجا که هر یک از وجه‌های آن دارای تقارن نقطه ای (یعنی:تقارن چرخشی ۱۸۰ درجه) است.